# Barjon
Barjon – miejscowość i gmina we Francji, w regionie Burgundia-Franche-Comté, w departamencie Côte-d’Or.
Według danych na rok 1990 gminę zamieszkiwały 34 osoby, a gęstość zaludnienia wynosiła 7 osób/km² (wśród 2044 gmin Burgundii Barjon plasuje się na 876. miejscu pod względem liczby ludności, natomiast pod względem powierzchni na miejscu 1245.).